# Yolanda King
 Yolanda Denise (Yoki) King (Montgomery (Alabama), 17 november 1955 – Santa Monica (Californië), 15 mei 2007) was een Amerikaans activiste en actrice. Ze was de oudste dochter van Martin Luther King Jr. en Coretta Scott King.

## Biografie
Yolanda King werd in 1955 geboren in Montgomery (Alabama), twee weken voordat Rosa Parks weigerde haar stoel op te geven in een bus van het openbaar vervoer in Montgomery en zo later een symbool werd voor de Afro-Amerikaanse burgerrechtenbeweging.
Haar jeugd werd gekenmerkt door de rassenrellen in het zuiden van de Verenigde Staten. Vanwege het activisme van haar beroemde vader Martin Luther King woonde ze met haar jongere broers Martin Luther King III, Dexter Scott King en Bernice Albertine King nogal teruggetrokken. Bovenal wilde haar vader het gezin beschermen tegen "niet doordachte" aanvallen van zijn fanatieke tegenstanders.
In een interview in de late jaren zeventig vertelde Yolanda King hoe ze omging met de gewelddadige dood van haar vader en hoe deze haar kracht gaf om zijn werk voort te zetten.

## Burgerrechtenactivist
Al op jonge leeftijd hield King zich bezig met burgerrechtenbewegingen. Ze was lid van het Martin Luther King Jr. Center for Nonviolent Social Change, Inc., oprichter van het King Center's Cultural Affairs Program en lid van de Southern Christian Leadership Conference en de NAACP. Ze ontving verscheidene onderscheidingen van individuele Amerikaanse hogescholen en een eredoctoraat aan de Marywood University.

## Actrice
Bovenal was Yolanda King ook actrice, die een masterdiploma in theater behaalde aan de New York-universiteit. In 1978 speelde ze in de Amerikaanse televisieminiserie King (over het leven van haar vader) de rol van Rosa Parks. In 1999 speelde ze ook mee in de film Selma, Lord, Selma over de Selma to Montgomery marches, de drie vreedzame protestmarsen van Selma (Alabama) naar Montgomery (Alabama) in 1965 en speciaal over Bloody Sunday op 7 maart 1965.

## Overlijden
Op 15 mei 2007 zei King tegen haar broer Dexter dat ze moe was en hij dacht dat dit vanwege haar "hectisch" werkschema was. Ongeveer een uur later stortte King neer in Santa Monica (Californië), thuis bij Philip Madison Jones, de beste vriend van haar broer Dexter King en overleed ter plaatse, vermoedelijk door een hartfalen.

## Filmografie
- 1978: King (televisieminiserie) als Rosa Parks
- 1980: Hopscotch als koffieshopmanager
- 1981: Death of a Prophet (tv-film) als Betty Shabazz
- 1983: No Big Deal (tv-film) als Miss Karnisian's Class
- 1991: Talkin' Dirty After Dark
- 1996: America's Dream (televisieserie)
- 1996: Fluke (tv-film) als Mrs. Crawford (segment "The Boy Who Painted Christ Black")
- 1996: Ghosts of Mississippi (1996) als Reena Evers
- 1997: Drive by: A Love Story (kortfilm) als Dee
- 1999: Our Friend, Martin (animatiefilm) as Christine King (stem)
- 1999: Selma, Lord, Selma (televisieserie) als Miss Bright
- 1999: Funny Valentines als Usher Lady #2
- 1999: The Secret Path (tv-film) als Ms. Evelyn
- 2000: Odessa (kortfilm) als Odessa
- 2000: JAG (televisieserie) als federaal rechter Esther Green
- 2001: Any Day Now (televisieserie) als Marilyn Scott
- 2002: Liberty's Kids (animatieserie) als Elizabeth Freeman (stem)
- 2006: The Still Life (2006) als zichzelf